# Де Тур Вилиџ (Мичиген)
Де Тур Вилиџ (енгл. De Tour Village) град је у америчкој савезној држави Мичиген.

## Демографија
По попису из 2010. године број становника је 325, што је 96 (-22,8%) становника мање него 2000. године.
| Група             | 2000.       | 2010.       |
| Белци             | 346 (82,2%) | 268 (82,5%) |
| Афроамериканци    | 0 (0,0%)    | 0 (0,0%)    |
| Азијати           | 0 (0,0%)    | 0 (0,0%)    |
| Хиспаноамериканци | 10 (2,4%)   | 2 (0,6%)    |
| Укупно            | 421         | 325         |